# 1536

## Události
- 2. února – Pedro de Mendoza zakládá Buenos Aires
- 2. května – Anna Boleynová, druhá manželka krále Jindřicha VIII., je zatčena a obviněna z incestu, zrady a cizoložství
- 19. května – Anna Boleynová byla popravena
- 30. května – anglický král Jindřich VIII. si bere v pořadí již třetí manželku Janu Seymourovou

#### Neznámé datum
- Jacques Cartier požaduje řeku sv. Vavřince s přilehlými územími v Kanadě pro Francii
- Španělsko si podrobilo Paraguay
- Vyzvědači španělské vojenské výpravy vedené Gonzalesem de Quesadou objevili v indiánské vesničce Sorokota v dnešní Kolumbii zvláštní moučnaté hlízy, které nazvali „lanýže“. Ve skutečnosti to byly brambory, se kterými se tak Evropané poprvé setkali
- Osmanský sultán Sulejman I. nechává popravit svého velkovezíra a přítele Ibrahima Pašu, údajně si při nájezdech na Perskou říši přisvojil titul sultán

## Narození
Česko
- 17. března – Bohunka z Rožmberka, česká šlechtična († 17. listopadu 1557)
- ? – Jan starší Kinský z Vchynic, český šlechtic a karlštejnský purkrabí († 27. dubna 1590)
- ? – Jiří Strejc, duchovní a člen Jednoty bratrské, básník († 23. ledna 1599)

Svět
- 2. února
  - Hidejoši Tojotomi, japonský daimjó († 18. září 1598)
  - Piotr Skarga, polský jezuita a kazatel († 27. září 1612)
- 16. února – Markéta Habsburská, rakouská arcivévodkyně a řeholnice († 12. března 1567)
- 24. února – Klement VIII., papež († 1605)
- 20. října – Ču Caj-žuej, čínský princ († 14. dubna 1549)
- 21. října – Jáchym Arnošt Anhaltský, askánský princ († 6. prosince 1586)
- 26. prosince – I I, korejský vzdělanec († 27. února 1584)
- ? – Jana Greyová, anglická královna († 12. února 1554)
- ? – Ču Caj-jü, čínský aristokrat z dynastie Ming a hudebník († 19. květen 1611)
- ? – Hidejoši Tojotomi, japonský státník († 18. září 1598)
- ? – Alessandro Striggio, italský hudební skladatel († 29. února 1592)

## Úmrtí
Česko
- 2. července – Matěj Korambus, opat Emauzského kláštera (* ?)

Svět
- 7. ledna – Kateřina Aragonská, první manželka Jindřicha VIII. (* 16. prosince 1485)
- 25. února – Jakob Hutter, tyrolský náboženský vůdce (* asi 1500)
- 17. května – George Boleyn, anglický šlechtic a bratr anglické královny Anny Boleynové (* 1504)
- 19. května – Anna Boleynová, druhá manželka Jindřicha VIII. (* asi 1504)
- 12. července – Erasmus Rotterdamský, nizozemský myslitel (* 27. října 1467)
- 6. září – William Tyndale, evangelický kněz a reformátor (* kolem 1484)
- 27. září – Felice della Rovere, nelegitimní dcera papeže Julia II. (* 1483)
- 21. prosince – John Seymour, otec třetí manželky Jindřicha VIII. (* 1474)
- ? – Pargali Ibrahim Paša, velkovezír Osmanské říše za sultána Sulejmana I. (* 1493)

## Hlavy států
- České království – Ferdinand I.
- Svatá říše římská – Karel V.
- Papež – Pavel III.
- Anglické království – Jindřich VIII. Tudor
- Francouzské království – František I.
- Polské království – Zikmund I. Starý
- Uherské království – Ferdinand I. – Jan Zápolský
- Španělské království – Karel V.
- Burgundské vévodství – Karel V.
- Osmanská říše – Sulejman I.
- Perská říše – Tahmásp I.